# Grönjansturm

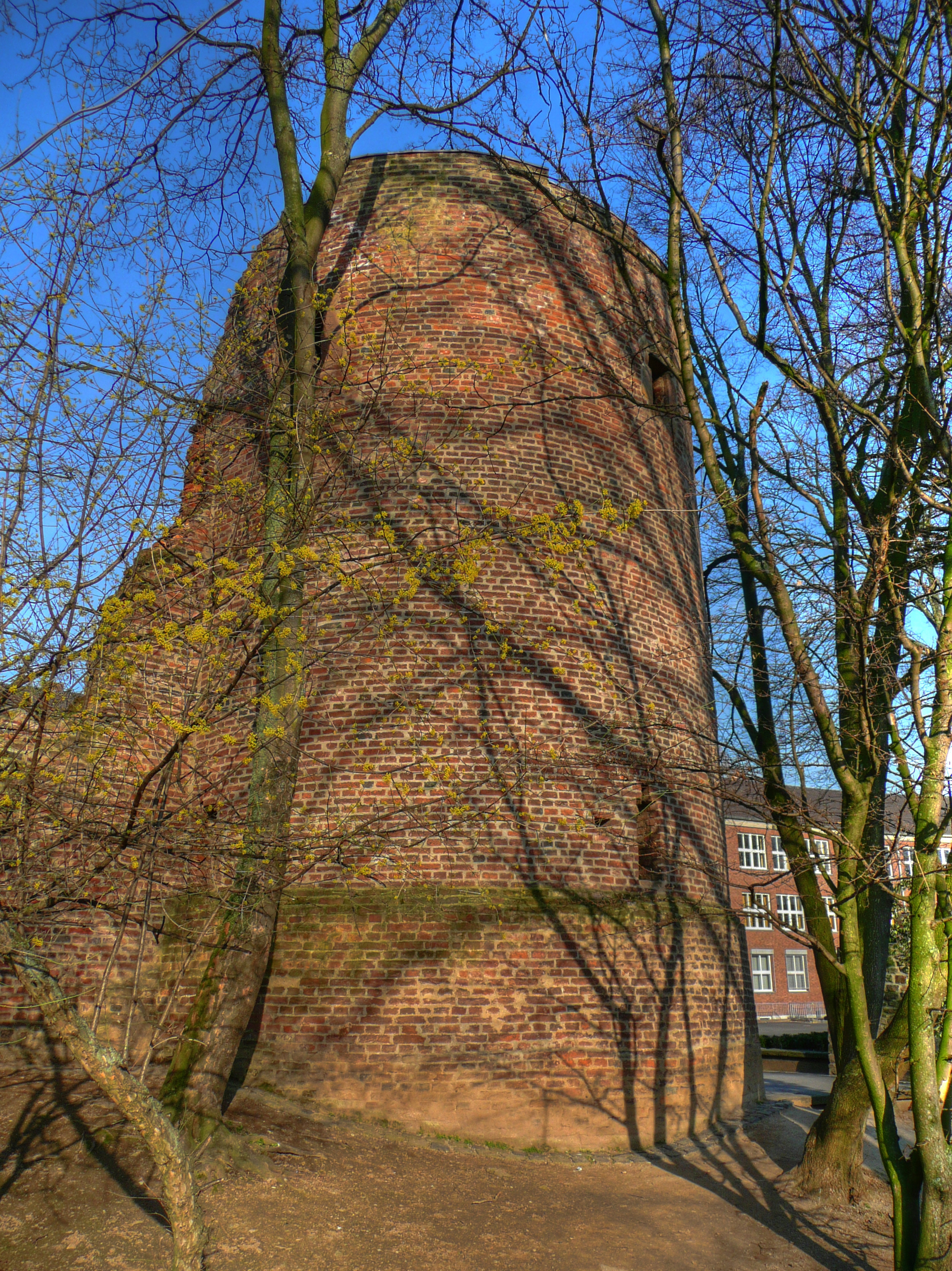
Der Turm

Der Grönjansturm ist ein Rest der Stadtbefestigung von Düren in Nordrhein-Westfalen.
Der halbrunde Bastionsturm aus Backsteinmauerwerk steht auf dem Gelände des Stiftischen Gymnasiums. Der Turm wurde Anfang des 16. Jahrhunderts erbaut und ist Teil der Dürener Stadtbefestigung. Im Untergeschoss und im Obergeschoss hat der Turm eine Gewölbekuppel, die nur noch im Ansatz erhalten sind. Der Turmdurchmesser beträgt etwa 8 m.
Das Bauwerk ist unter Nr. 1/035c in die Denkmalliste der Stadt Düren eingetragen.